# The Campfire Headphase
The Campfire Headphase е третият официален студиен албум на шотландската електронна група Boards of Canada. Албумът е издание на Warp Records и е издаден октомври 2005, като реално отнема около три години, за да бъде напълно завършен.

## Фактология
- В албума са включени акустични китари, а при песните се залага повече на конвенционалните структури.

- Песента „Oscar See through Red Eye“ е дигитално издадена на 5 септември 2005 от Bleep.com, онлайн магазин поддържан от Warp Records. На 4 октомври 2005 друга песен, този път „Dayvan Cowboy“ става достъпна чрез iTunes.

- Април 2006 на сайта на Warp Records се пуска първият официален видеоклип на Boards of Canada, съпътстващ песента „Dayvan Cowboy“. Клипът включва кадри от скока с парашут на Джоузеф Китингър, извършен на 16 август 1960 и поставил нов рекорд за най-висок скок с парашут (около 31 хиляди метра), а след това видеото преминава в забавен каданс, показващ маневрите на сърфиста Леърд Хамилтън.

## Песни
1. Into the Rainbow Vein – 0:44
2. Chromakey Dreamcoat – 5:47
3. Satellite Anthem Icarus – 6:04
4. Peacock Tail – 5:24
5. Dayvan Cowboy – 5:00
6. A Moment of Clarity – 0:51
7. "’84 Pontiac Dream" – 3:49
8. Sherbet Head – 2:41
9. Oscar See through Red Eye – 5:08
10. Ataronchronon – 1:14
11. Hey Saturday Sun – 4:56
12. Constants Are Changing – 1:42
13. Slow This Bird Down – 6:09
14. Tears from the Compound Eye – 4:03
15. Farewell Fire – 8:26
16. Macquarie Ridge – 4:57 (само в японското издание)